# Андріївка (Суразький район)
Андріївка  (рос. Андреевка) — присілок у Суразькому районі Брянської області Російської Федерації. Належить до українського історичного та етнічного краю Стародубщини.
Входить до складу муніципального утворення Влазовицьке сільське поселенняе. Населення становить ▲ 115 осіб (2013).

## Географія
Андріївка розташована за 6 км на захід від села Влазовичі, адміністративного центру сільського поселення.
Населений пункт розташований на відстані 11 км від районного центру Суража, 146 км від обласного центру міста Брянська та 473 км від столиці Росії — Москви.

## Історія
Андріївка заснована в середині XVIII століття українським дворянським родом Гудовичами. Пізніше село перебувало у їхніх володіннях. Козачого населення присілок не мав, проте розташовувався на території Мглинської сотні Стародубського полку Гетьманщини. Присілок згаданий у «Відомість, у яких саме містах або містечках, які перебувають в межах Новгород-Сіверської губернії, існували земські і підкоморські суди, і які саме належали до цього селища, з відомостями скільки нині в них числом людей і якого роду, вчинена в Новгородській-Сіверському намісницькому правління 1797 року лютня». У цьому переписному документі зокрема зазначено: «Присілок Андріївка: різночинців немає, купців немає, міщан немає, козаків немає, козачкових підсусідків немає, селян казенних немає, селян власницьких 90, всього 90 осіб.»
Присілок також був згаданий у так званому «Описі Малоросії» А. Лазаревського від 1888 року: «Присілок Андріївка, за 4 версти від Косич, „в лісі“, поселена в середині XVIII століття Гудовичами. У 1781 році за розпорядженням графа Румянцова, перед відкриттям намісництв, було зроблено статистичний опис Малоросії, по якому значилося, що козаків немає; селян генерал-майора Андрія Гудовича 15 дворів, 15 хат.»
Напередодні Українських національно-визвольних змагань, згідно з адміністративним поділом 1916 року — хутір Чернігівської губернії, Суразького повіту, Душатинської волості.
У 1918 році, згідно з Берестейським миром, належало до Української Народної Республіки та Української Держави Скоропадського.
У 1919 році селище було приєднане до Гомельської губернії, підпорядкове Суразькому повіту.
Згідно із Списком населених місць Брянської губернії за 1928 рік, Андріївка — присілок, Брянська губернія, Клінцовський повіт, Суразька волость, Андріївська сільрада. Число господарств 164. Переважна народність — росіяни.
У 1929-1937 року належало до Західної області РСФСР. Адміністративно підпорядковувалося Клинцівській окрузі, Суразькому району, Андріївській сільраді.
У 1937-1944 роках належало до Орловської області, відтак відійшло до новоутвореної Брянської області.
У середині ХХ століття у присілку діяв колгосп «Червоний богатир». У Андріївці була відносно добре розвинена інфрастура, діяли пункт побутового обслуговування, ветпункт, до 2005 бала центром окремої Андріївської сільради, що відтак була ліквідована.

## Населення
Згідно з останнім переписом населення 2010 року в Андріївці загальна чисельність населення була 113 осіб. У тому числі 50 чоловіків та 63 жінки.
Населення за даними перепису 1926 року — осіб чоловічої статі 385, жіночої статі 441, всього — 826 осіб.
У минулому чисельність мешканців була такою:
| Роки      | 1797 | 1866 | 1892 | 1902 | 1926 | 2002 | 2010 |
| --------- | ---- | ---- | ---- | ---- | ---- | ---- | ---- |
| Населення | 90   | 324  | 523  | 596  | 826  | 110  | 113  |

## Освіта
Ще перед Першою світовою війною у присілку діяла школа грамоти. Заснована у 1894 році.
Число учнів на 1 січня 1899 року становило: хлопчиків — 25, дівчаток — не було, всього — 25. Загальна сума місцевих засобів фінансування школи у 1898 році — 25 копійок.
Будівля школи належала приватній особі, використовувалася безкоштовно.

## Відомі люди
Народилися:
- Шкроб Олексій Павлович (1 травня 1929 — 15 травня 1992) — радянський письменник і краєзнавець, учасник Другої світової війни.